# Dothill
Dothill – dzielnica miasta Telford, w Anglii, w Shropshire, w dystrykcie (unitary authority) Telford and Wrekin. W 2011 roku dzielnica liczyła 2442 mieszkańców.